# Саут-Еліот (Мен)
Саут-Еліот (англ. South Eliot) — переписна місцевість (CDP) в США, в окрузі Йорк штату Мен. Населення — 3719 осіб (2020).

## Географія
Саут-Еліот розташований за координатами 43°8′6″ пн. ш. 70°47′35″ зх. д. / 43.13500° пн. ш. 70.79306° зх. д. (43.135079, -70.793156).  За даними Бюро перепису населення США в 2010 році переписна місцевість мала площу 19,70 км², з яких 18,63 км² — суходіл та 1,08 км² — водойми.

## Демографія
Згідно з переписом 2010 року, у переписній місцевості мешкало 3550 осіб у 1480 домогосподарствах у складі 1016 родин. Густота населення становила 180 осіб/км².  Було 1574 помешкання (80/км²).
Расовий склад населення:
| - 96,5 % — білих - 1,0 % — чорних або афроамериканців - 0,5 % — азіатів - 0,1 % — корінних американців |

До двох чи більше рас належало 1,5 %. Частка іспаномовних становила 1,2 % від усіх жителів.
За віковим діапазоном населення розподілялося таким чином: 21,6 % — особи молодші 18 років, 61,1 % — особи у віці 18—64 років, 17,3 % — особи у віці 65 років та старші. Медіана віку мешканця становила 45,9 року. На 100 осіб жіночої статі у переписній місцевості припадало 90,7 чоловіків;  на 100 жінок у віці від 18 років та старших — 90,0 чоловіків також старших 18 років.
Середній дохід на одне домашнє господарство  становив 85 520 доларів США (медіана — 71 738), а середній дохід на одну сім'ю — 104 999 доларів (медіана — 88 229). Медіана доходів становила 53 148 доларів для чоловіків та 36 271 долар для жінок. За межею бідності перебувало 8,4 % осіб, у тому числі 6,9 % дітей у віці до 18 років та 9,0 % осіб у віці 65 років та старших.
Цивільне працевлаштоване населення становило 2004 особи. Основні галузі зайнятості: освіта, охорона здоров'я та соціальна допомога — 20,1 %, роздрібна торгівля — 17,6 %, виробництво — 15,3 %.